# Seelische Grausamkeit
Pour plus de détails, voir Fiche technique et Distribution.
Seelische Grausamkeit (titre français Cruauté mentale) est un film suisse réalisé par Hannes Schmidhauser (de), sorti en 1962.

## Synopsis
L'histoire se déroule devant et dans une salle d'audience où le divorce de deux jeunes époux est en instance, et est principalement racontée dans des flashbacks.
Un matin d'été, l'ouverture de l'audience au tribunal de district de Zurich est annoncée à 8 h. L'affaire de divorce Marlene Faber et Nick Merk est en cours de négociation pour cruauté mentale. Le couple s'est marié l'année précédente. Comme l'heure du procès est un peu retardé, les deux jeunes, comme tous les autres couples qui attendent leur décision devant les portes de la salle de négociation, ont la possibilité de revoir leur mariage et de philosopher sur ce qui a finalement échoué. On voit les scènes de mariage, les étapes de la lune de miel, les premiers désaccords aux profondes divisions qui ont conduit le mariage au bord de l'échec.
Marlene est issue d'une famille aisée avec une villa et une magnifique propriété. Elle a toujours été choyée et protégée. Son temps libre et ses loisirs comptent plus que son partenaire Nick. Elle connait alors une socialisation complètement différente. Ses parents ne sont pas riches, il vient plutôt d'un milieu prolétarien et bohème. C'est un jeune adulte encore immature, il montre parfois des traits enfantins dans son comportement. Il demeure un coureur de jupons, malgré ses liens avec son être cher. À 9 h, les deux comparaissent enfin devant le juge. Il y a un sentiment d'hésitation, même si le juge penche plutôt pour le divorce. Marlene et Nick peuvent encore penser à changer leur comportement et à donner une nouvelle chance à leur mariage.

## Fiche technique
- Titre : Seelische Grausamkeit
- Réalisation : Hannes Schmidhauser (de) assisté de Mario Gerteis
- Scénario : Mario Gerteis, Otto Ritter, Hannes Schmidhauser
- Musique : George Gruntz
- Direction artistique : Fritz Butz
- Photographie : Andreas Demmer, Otto Ritter
- Montage : Franziska Schuh
- Production : Hannes Schmidhauser
- Société de production : Montana Film, Schmidhauser Film-Produktion
- Société de distribution : Montana Film
- Pays d'origine :  Suisse
- Langue : suisse allemand
- Format : Noir et blanc - 1,66:1 - Mono - 35 mm
- Genre : Drame
- Durée : 93 minutes
- Dates de sortie :
  -  Suisse : 15 février 1962.
  -  Allemagne : 5 novembre 1963.

## Distribution
- Gitty Darugar : Marlene Faber
- Hannes Schmidhauser : Nick Merk
- Erwin Strahl (de) : Jo
- Hans Grimm : Weibel
- Ruth von Hagen : Edith
- Hedda Ippen : Mme Faber, la mère de Marlene
- Jürg Coray : M. Faber, le père de Marlene
- Hans Haeser : M. Merk, le père de Nick
- Raphael Pusterla : Edy
- Jörg Schneider : Mario
- Georges Weiss : Ted
- Herbert Schaub : Le président du tribunal

## Source de la traduction
- (de) Cet article est partiellement ou en totalité issu de l’article de Wikipédia en allemand intitulé « Seelische Grausamkeit » (voir la liste des auteurs).